# Aris Limassol
Maillots
Actualités
Le Aris Limassol Football Club (en grec moderne : Άρης Λεμεσού Φοοτβαλλ Κλυβ), plus couramment abrégé en Aris Limassol, est un club chypriote de football fondé en 1930 et basé dans la ville de Limassol.

## Histoire
Le club remporte son premier titre de champion de Chypre lors de la saison 2022-2023.

## Bilan sportif

### Palmarès
| Compétitions nationales |
| --- |
| - Championnat de Chypre (1) : - Champion : 2022-2023 - Vice-champion : 2024-2025 - Coupe de Chypre : - Finaliste : 1988-1989. - Championnat de Chypre de deuxième division (4) : - Champion : 1953-54, 1955-56, 1993-94 et 2010-11. - Vice-champion : 2003-04, 2005-06, 2008-09 et 2020-21. - Supercoupe de Chypre (1) : - Champion : 2023 |

### Bilan européen
Note : dans les résultats ci-dessous, le score du club est toujours donné en premier.
| Saison    | Compétition             | Tour             | Club              | Domicile | Extérieur | Total     |
| --------- | ----------------------- | ---------------- | ----------------- | -------- | --------- | --------- |
| 2022-2023 | Ligue Europa Conférence | Deuxième tour Q  | Neftchi Bakou     | 2 - 0    | 0 - 3     | 2 - 3     |
| 2023-2024 | Ligue des champions     | Deuxième tour Q  | BATE Borisov      | 6 - 2    | 5 - 3     | 11 - 5    |
| 2023-2024 | Ligue des champions     | Troisième tour Q | Raków Częstochowa | 0 - 1    | 1 - 2     | 1 - 3     |
| 2023-2024 | Ligue Europa            | Barrages Q       | Slovan Bratislava | 6 - 2    | 1 - 2     | 7 - 4     |
| 2023-2024 | Ligue Europa            | Groupe C         | Rangers FC        | 2 - 1    | 1 - 1     | Quatrième |
| 2023-2024 | Ligue Europa            | Groupe C         | Real Betis        | 0 - 1    | 1 - 4     | Quatrième |
| 2023-2024 | Ligue Europa            | Groupe C         | Sparta Prague     | 1 - 3    | 2 - 3     | Quatrième |
| 2025-2026 | Ligue Conférence        | Deuxième tour Q  | Puskás Akadémia   | 3 - 2    | 2 - 0     | 5 - 2     |
| 2025-2026 | Ligue Conférence        | Troisième tour Q | AEK Athènes FC    | 2 - 2    | 1 - 3 ap  | 3 - 5     |

Légende
- Victoire ou qualification pour le tour suivant
- Match nul
- Défaite ou élimination de la compétition

## Personnalités du club

### Présidents
- Kyriacos Hadjikyriacos
- Stavros Demosthenous

### Entraîneurs
| - Tadeusz Kraus (1976 - 1980) - Tadeusz Kraus (1983 - 1985) - Andreas Michaelides (1986 - 1991) - Jerzy Engel (1997) - Milenko Špoljarić (2004 - 2005) - Andreas Michaelides (2006 - 2007) - Henk Houwaart (1er septembre 2007 - 30 novembre 2007) - Mihai Stoichiță (2007 - 2008) - Akis Agiomamitis (2008 - 2009) - Marios Constantinou (17 mai 2009 - 18 janvier 2010) - Stéphane Demol (21 février 2010 - 30 juin 2010) - Dušan Mitošević (18 juillet 2010 - 30 juin 2012) - Demetris Ioannou (1er juillet 2012 - 22 juin 2013) |  | - Tasos Kyriacou (1er juillet 2013 - 22 octobre 2013) - Ton Caanen (23 octobre 2013 - 11 mai 2014) - Giorgos Polyviou (16 juin 2014 - 14 octobre 2014) - Akis Agiomamitis (14 octobre 2014 - 14 septembre 2015) - Eugen Neagoe (15 septembre 2015 - 7 février 2016) - Kóstas Kaïáfas (8 février 2016 - 15 mai 2016) - Thalis Theodoridis (24 juin 2016 - 24 octobre 2016) - Frederik Vanderbiest (1er novembre 2016 - 3 janvier 2017) - Nicolas Martides (janvier 2017 - 3 octobre 2017) - Giannis Christopoulos (4 octobre 2017 - 22 janvier 2018) - Níkos Panayiótou (22 janvier 2018 - 13 mars 2018) - Chrýsis Michaíl (26 avril 2018 - 13 janvier 2019) - Nikolas Martides (13 janvier 2019 - ) |

### Anciens joueurs
- Oleg Blokhine
- Adrian Mihalcea
- Marko Barun